# Röda nejlikan (film, 1934)

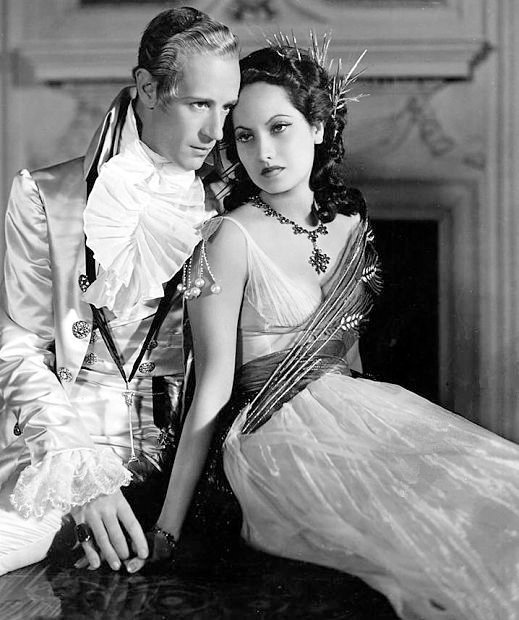

Röda nejlikan (engelska: The Scarlet Pimpernel) är en brittisk äventyrsfilm från 1934 i regi av Harold Young. I huvudrollerna ses Leslie Howard, Merle Oberon och Raymond Massey. Filmen är baserad på baronessan Orczy och Montagu Barstows pjäs från 1905 och den klassiska äventyrsromanen Röda nejlikan från 1908 av baronessan Orczy. Dessa handlar om en 1700-tals adelsman som lever ett dubbelliv; utåt sett som en dekadent och menlös aristokrat, men som egentligen är engagerad i en farofylld underjordisk verksamhet som ägnar sig åt att befria personer i den franska adeln från Robespierres skräckvälde.

## Handling
Filmen utspelar sig år 1792, under den franska revolutionen. Engelsmannen Sir Percival Blakely som utåt sett är en dandy ut i fingerspetsarna agerar i hemlighet under pseudonymen Röda Nejlikan med att rädda franska adelsfamiljer undan giljotinen med risk för sitt eget liv.
Det uppstår en del komplikationer när hans egen fru Marguerite spionerar åt den franske ambassadören i Storbritannien, Chauvelin.

## Rollista (i urval)
- Leslie Howard - Sir Percy Blakeney / Röda nejlikan
- Merle Oberon - Lady Blakeney, född Marguerite St. Just
- Raymond Massey - François-Bernard, Marquis de Chauvelin, den franske Londonambassadören
- Nigel Bruce - Prinsen av Wales
- Bramwell Fletcher - prästen
- Walter Rilla - Armand St. Just, Marguerites bror
- Anthony Bushell - Sir Andrew Ffoulkes, Blakeneys medhjälpare
- O.B. Clarence - greve de Tournay, Suzannes far
- Mabel Terry-Lewis - grevinnan de Tournay, Suzannes mor
- Joan Gardner - mademoiselle Suzanne de Tournay
- Ernest Milton - Robespierre
- Edmund Breon - överste Winterbottom på Blacks Club
- Melville Cooper - Romney, konstnären
- Gibb McLaughlin - den franske barberaren
- Morland Graham - Treadle, hovskräddaren
- John Turnbull - Jellyband, värdshusvärden
- Gertrude Musgrove - Sally, Jellybands dotter
- Allan Jeayes - Lord Grenville, Blakeneys medhjälpare
- Bromley Davenport - Brogard, den franske värdshusvärden
- William Freshman - Lord Hastings, Blakeneys medhjälpare
- Hindle Edgar - Lord Wilmot, Blakeneys medhjälpare
- Lawrence Hanray - Burke
- Bruce Belfrage - Pitt
- Edmund Willard - Bibot, fransk officer
- Roy Meredith - Vicomte de Tournay
- Billy Shine - en aristokrat
- Brember Wills - Doman
- Kenneth Kove - "Codlin", fiskare
- Annie Esmond - Lady "W"
- Renée Macready - Lady "Q"
- Philip Strange - en av Blakeneys medhjälpare
- Derrick de Marney - gäst på balen

## DVD
Filmen gavs ut på DVD 2010.